# 符浩
符浩（1916年4月13日—2016年6月17日），原名符忠孝，男，陕西礼泉人，中华人民共和国政治人物。延安抗日军政大学毕业。曾任第六、第七届全国人大常委会委员、全国人大外事委员会副主任委员，外交部副部长，中国驻日本、越南等国大使；是中华人民共和国第一代职业外交官。

## 生平
符浩出生在陕西礼泉县的一个普通农民家庭。1937年10月参加革命工作。1938年2月加入中国共产党。曾先后在西安师范学校和延安抗日军政大学学习。在抗大学习期间，改名“符浩”。
学习结束后，符浩成为入八路军，在部队从事政治和宣传的工作；曾历任八路军115师团政治处股长，渤海军区敌工科科长，北平军事调处执行部驻德州小组中共代表，渤海军区宣传部、联络部、组织部部长，第三野战军师政治部主任等职。
中华人民共和国建国后，1950年符浩被抽调进入刚刚成立的外交部工作，开始了近半个世纪的外交生涯，被认为是中国外交部的“开山元老”之一。
进入外交部后，符浩被任命为中国驻蒙古国大使馆政治参赞；后历任外交部亚洲司专员、副司长，驻印度大使馆参赞，外交部人事司副司长，政治部副主任兼干部司司长，外交部办公厅主任，中国驻越南大使，驻日本大使，外交部副部长、顾问等职。在“文革”期间，符浩和外交部的九十名领导干部联名保陈毅，并因此受到冲击。
1983年，符浩从外交部退休后，当选为全国人大常委会委员、兼全国人大外事委员会副主任委员，继续在全国人大从事立法機構外交工作；1988年，连任第七届全国人大常委会委员。自1984年到1999年，符浩还曾一直担任中日友好21世纪委员会委员；1996年当选第三届委员会中方首席委员。1994年10月离休。
2016年6月17日，在北京逝世。

## 主要外交经历
- 1953年夏天，朝鲜战争结束后，符浩协助李克农担任中国人民志愿军遣俘代表团的顾问，负责战俘遣返工作，以争取最多的志愿军被俘人员回国。
- 在任中国驻印度政府参赞期间，符浩参加了第一次中印边界谈判。
- 1971年，时任外交部办公厅主任的符浩参与到解决“林彪外逃坠机事件”的外交工作中，并亲自负责情报工作。
- 在联合国第二十六届大会决定恢复中华人民共和国在联合国的合法权利后，符浩是出席联合国大会中方代表团的秘书长；团长是乔冠华，副团长是黄华。
- 1972年，符浩又参与到负责接待日本首相田中角荣访华的接待工作。
- 在担任驻日本大使期间，符浩努力促成了《中日和平友好条约》在1978年8月的签字生效。
- 1982年作为中国特使、代表团团长，符浩出席了在新德里举行的中印官员第二轮会谈。
- 1986年和1991年，符浩曾率全国人大外事委员会代表团出国访问国。
- 符浩还多曾多次以中国代表团团长的身份出席各国议会联盟会议。

## 家庭
符浩的夫人焦玲，也是外交官员。退休前，曾是外交部领事司副司长。两人育有三个子女。